# Беня Крик (фильм)

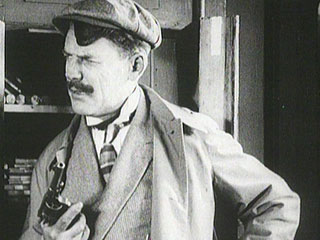
Беня Крик (Юрий Шумский)

«Беня Крик» (другое название — «Карьера Бени Крика») — немой фильм 1926 года, режиссёра Владимира Вильнера по мотивам «Одесских рассказов» Исаака Бабеля. Производство первой кинофабрики ВУФКУ. Кино-повесть в 6 частях.

## Сюжет
Главный герой — легендарный одесский бандит, налётчик и авантюрист Беня Крик, который со своей бандой налетчиков ведёт разгульную жизнь.
За предательство в банде — смерть. На страхе и уважении банда Бени разрастается до впечатляющих размеров.
С приходом Октябрьской революции Беня переходит на сторону красных, представив свою бандитскую группировку подразделением Рабоче-крестьянской Красной Армии.
Либретто кинофильма «Беня Kpик» было издано отдельной брошюрой: Беня Крик. Вироб Одеської фабрики ВУФКУ 1926 року. Киев, 1926. — 8 с. — 5000 экз.

## В ролях
- Матвей Ляров — Мендель Крик, биндюжник
- Юрий Шумский — Беня Крик, налётчик
- А. Горичева — Двойра, сестра Бени
- А. Вабник — жених Двойры
- Налётчики:
  - Николай Надемский — Колька Паковский
  - Теодор Брайнин — Лёвка Бык
  - Георгий Астафьев — Абдулла
  - Александр Сашин — Савелий Буцис
  - О. Мерлатти — Фроим Грач
  - М. Смоленский — Маранц, предатель
- Евгений Лепковский — Тартаковский, банкир
- Леонид Барбэ — Мугинштейн, банкир
- В. Кожевникова — цыганка
- Николай Кучинский — Сокович, пристав
- Саксаганская — жена пристава
- Иван Замычковский — Глечик, помощник пристава
- Сергей Минин — Собков, комиссар
- И. Сизов — Кочетков, помощник Собкова
- Леонид Чембарский — аукционер в кафе «Фанкони»

## Съёмочная группа
- Автор сценария: Исаак Бабель
- Режиссёр: Владимир Вильнер
- Оператор: Алексей Калюжный
- Художник: Георгий Байзенгерц

## Технические данные
- Производство: ВУФКУ, Одесса, СССР
- Художественный фильм, чёрно-белый, немой.

## Факты
- Экранизировать «Одесские рассказы» Бабеля в середине 1920-х годов планировал Сергей Эйзенштейн. Сергей Михайлович собирался параллельно снять оба фильма, о чём пишет в письме к матери: «Ставлю картину „1905“. На днях начинаю снимать. Параллельно буду снимать „Беню Крика“, сценарий Бабеля… То и другое очень интересно…» (Броненосец «Потемкин». — М.: Искусство, 1969. — С. 26).
- О своей параллельной работе над сценариями «Броненосца „Потёмкин“» и «Карьера Бени Крика» Сергей Эйзенштейн пишет как о сеансе одновременной игры «…на закате, на даче в Немчиновке, я в верхнем этаже работал с Агаджановой над сценарием „Пятого года“, а в нижнем — с Бабелем над сценарием… „Бени Крика“».
- Работа над «Броненосцем „Потёмкиным“» не оставила Эйзенштейну времени на реализацию «Карьеры Бени Крика», и за работу над фильмом взялся театральный режиссёр Владимир Вильнер.
- Сценарий фильма вышел отдельной книгой в 1926 году и переиздавался дважды в конце 1980-х — начале 1990-х годов в сборниках избранных произведений И. Бабеля (Е. Марголит, В. Шмыров «(Изъятое кино). 1924—1953»).
- Во время войны эта картина по документам числилась утраченной, а спас её в своём багаже при эвакуации главный инженер Одесской киностудии Михаил Эммануилович Сигал.
- Премьера состоялась 18 января 1927 года в Киеве.
- Исполнитель роли одного из бандитов, Владимир Кучеренко (? — 1927), в жизни оказался главарём банды, осуществившей множество грабежей в Одесской, Николаевской губерниях, в Крыму и на Кавказе. После ареста осуждён и расстрелян; в связи с этим был вычеркнут из титров всех фильмов, в которых снимался[2][3].